# Дает
Дает — муніципалітет та адміністративний центр провінції Північний Камаринес на Філіппінах в регіоні Бікол на острові Лусон. Згідно з переписом 2015 року населення становило 104 799 осіб. Узбережжя муніципалітету є популярним місцем для серфінгу. Адміністративно поділяється на 25 баранґаїв. Муніципалітет багатий мінеральними ресурсами, зокрема, діатомітом. Це головний елемент для місцевої промисловості.

## Клімат
Місто знаходиться у зоні, котра характеризується вологим тропічним кліматом. Найтепліший місяць — травень із середньою температурою 28.3 °C (83 °F). Найхолодніший місяць — січень, із середньою температурою 25 °С (77 °F).
| Клімат Даета            | Клімат Даета | Клімат Даета | Клімат Даета | Клімат Даета | Клімат Даета | Клімат Даета | Клімат Даета | Клімат Даета | Клімат Даета | Клімат Даета | Клімат Даета | Клімат Даета | Клімат Даета |
| Показник                | Січ.         | Лют.         | Бер.         | Квіт.        | Трав.        | Черв.        | Лип.         | Серп.        | Вер.         | Жовт.        | Лист.        | Груд.        | Рік          |
| Абсолютний максимум, °C | 32           | 32           | 35           | 38           | 36           | 36           | 35           | 35           | 35           | 34           | 33           | 33           | 38           |
| Середній максимум, °C   | 28           | 28           | 30           | 31           | 32           | 33           | 32           | 32           | 32           | 31           | 30           | 28           | 31           |
| Середня температура, °C | 25           | 25           | 26           | 27           | 27           | 28           | 27           | 27           | 27           | 27           | 26           | 25           | 27           |
| Середній мінімум, °C    | 22           | 22           | 22           | 23           | 23           | 23           | 23           | 23           | 23           | 23           | 23           | 22           | 23           |
| Абсолютний мінімум, °C  | 17           | 18           | 18           | 16           | 20           | 21           | 21           | 21           | 21           | 20           | 17           | 15           | 15           |
| Норма опадів, мм        | 410          | 190          | 170          | 120          | 140          | 140          | 200          | 230          | 260          | 480          | 570          | 540          | 3520         |
| Днів з дощем            | 18           | 11           | 9            | 8            | 7            | 9            | 11           | 12           | 12           | 19           | 19           | 20           | 161          |
| Вологість повітря, %    | 82           | 81           | 81           | 81           | 81           | 80           | 83           | 83           | 84           | 84           | 84           | 84           | 82           |
| ----------------------- | ------------ | ------------ | ------------ | ------------ | ------------ | ------------ | ------------ | ------------ | ------------ | ------------ | ------------ | ------------ | ------------ |
| Джерело: Weatherbase    |              |              |              |              |              |              |              |              |              |              |              |              |              |